# 別れの一本杉
「別れの一本杉」（わかれのいっぽんすぎ）は、1955年12月にリリースされた春日八郎のシングル。春日の代表曲のひとつである。

## 概要
作詞は高野公男、作曲は船村徹による。二人は大学在学中に知り合い、コンビを組んで活動していた。当時二人は新人でこれといったヒットに恵まれず苦しい時代を過ごしていた。そのような中でいくつかの曲をキングレコードの春日のもとに売り込みにいき、その中で目に留められた曲がこの「別れの一本杉」であった。曲は、ビゼーの歌劇「カルメン」のハバネラのリズムをヒントに書かれたものである。
故郷を出るときに別れた娘を遠い都会の空の下で思う男心を綴った歌詞は、農村から都会への人口流入が始まった時勢を反映していたこともあり、当時50万枚のセールスを記録、爆発的な人気となった。これにより、春日八郎の演歌歌手としての地位は確固たるものになり、また船村徹と高野公男の活動も本格化したが、この曲がヒットした矢先、作詞家の高野公男は結核に罹り、「別れの一本杉」が発表された翌1956年に26歳にて死去した。この高野の若すぎる死を悼み、彼の生涯とこの曲の情景をモチーフに同名のタイトルで翌1956年に松竹から映画化された。主演（高野公男役）は川喜多雄二が務めた。また春日も劇中に歌手として出演している。春日はこの曲で1956年の第7回NHK紅白歌合戦、1969年の第20回NHK紅白歌合戦の紅白歌合戦に出場した。

## 収録曲
1. 別れの一本杉
  - 作詞：高野公男、作曲：船村徹
2. 君は海鳥渡り鳥（唄：三橋美智也）

## カバー
- 1971年8月25日、北島三郎がシングル発売（レコード番号：CW-1187）
- 1972年6月5日、加山雄三がアルバム『演歌流し唄』でカバーした。
- 1972年12月10日、ちあきなおみがアルバム『もうひとりの私』でカバーした。1982年のシングル『矢切の渡し』B面にも収録。
- 1973年12月5日、藤圭子が『演歌全集8枚組(故郷/艶姿)』でカバーした。2010年のCD-BOX『藤圭子 艶・怨・演歌（人生・昭和を歌う）』収録。
- 1978年、船村徹がシングルでカバーした。レコード番号はAK-142。
- 1983年、鳥羽一郎がアルバム『兄弟船・鳥羽一郎 海のロマンと男の哀愁を唄う』でカバーした。
- 1990年11月21日、天童よしみがアルバム『天童節 昭和演歌名曲選 第三集』でカバーした。
- 1999年12月8日、香西かおりがアルバム『綴織百景7 望郷』でカバーした。
- 2002年5月22日、氷川きよしがアルバム『氷川きよし・演歌名曲コレクション2〜きよしのズンドコ節〜』でカバーした。
- 2004年6月23日、西方裕之がアルバム『故郷演歌集～ふるさとのはなしをしよう～』でカバーした。
- 2008年10月22日、清水博正がアルバム『魂の歌』でカバーした。
- 2014年2月5日、福田こうへいがアルバム『～徳光和夫のナレーションで綴る～演歌夢語り(望郷･青春編)』でカバーした。
- 2020年4月8日、一条貫太がアルバム『一条貫太のはやり歌一本勝負 ～其の弐～』でカバーした。